# Anaïs Ségalas
Anne Caroline Menard (París, 24 de septiembre de 1811-Ibidem, 31 de agosto de 1893), conocida como Anaïs Ségalas, fue una dramaturga, poetisa y novelista francesa.

## Biografía
Fue hija de Charles Antoine Jean Menard, originario de Champaña, nacido acerca de 1760, hombre bastante excéntrico para la época — vegetariano, animalista, misántropo —, comerciante de telas en el carreau du Temple, hacendado parisino de la calle de Picardía y de Anne Bueno-Portero, criolla de Santo Domingo, nacida en 1774.
Comenzó a pensar en las producciones que le harían ganar un lugar en la galería de las poetisas entre los juegos de la primera infancia: a los ocho años, por el cumpleaños de su padre, prefirió escribir, ante su primera inspiración, unas líneas, en lugar de aprender el cumplido impuesto por su tutor y, a los diez años, escribió su primer vodevil (sin duda representado en el Teatro de la Gaité, bajo el nombre de un inquilino de su padre, Leblanc de Ferrière, autor de obras de teatro de bulevar,  que se apropió del manuscrito).
Su padre murió cuando ella solo tenía once años y medio. En esta época, seguía viviendo con su madre en el número 13 de la calle de Crussol, cerca de los teatros de bulevar. Tenían de vecino en el 11 de la misma calle a Víctor Ségalas, abogado de la corte real de París, con quien se casó el 17 de enero de 1827 en París, tomando entonces el apellido de casada Anaïs Ségalas. Sin embargo, plantea como requisito previo para casarse su derecho a desarrollar su obra literaria sin licencia marital.

### Comienzos literarios
Sus primeros poemas se publicaron el mismo año en Le Cabinet de lecture y Le Journal des jeunes personnes. En 1829, La Psyché publicó sus primeros ensayos. El 3 de febrero de 1831, se publica en La Gazette littéraire "Las mujeres argelinas", una especie de epopeya lírica sobre la campaña militar francesa en el norte de África, la cual dio fama a Anaïs Ségalas. Instruida por su madre sobre lo que es laesclavitud, escribe en esta obra sus sentimientos, manteniéndose dentro de los límites de lo políticamente correcto de la época: a través de la descripción de los sufrimientos de esclavos y cautivos, Ségalas expresa su oposición y aversión a la colonización. Más tarde, negaría ser la autora de esta obra, antes de volver a reconocerla.
Desde entonces, los periódicos comenzaron a darle lugar a sus producciones en sus columnas. De 1828 a 1837, publicó un gran número de obras de teatro y algunos relatos en varias revistas como Le Constitutionnel, La Gazette, La Chronique de Paris, Le Commerce, L'Estafette, Le Cabinet de lecture, La France littéraire, el Journal des Demoiselles. Dichas obras, junto con algunos textos nuevos, forman el volumen de poemas titulado Les Oiseaux de passage, que publicó en 1837 con la editorial Moutardier. Esta colección revela dos componentes de la personalidad de Ségalas que estarían presentes en toda su producción literaria: su fe y la reacción ante toda forma de opresión.
Al mismo tiempo, Anaïs Ségalas leía con admiración los versos, y eso, desde principios de los años '30, le abrió las puertas de los círculos literarios de su época. El nacimiento de su hija Bertile Claire Gabrielle el 15 de diciembre de 1838  enriquecerá su obra con un toque maternal, que aparece en el volumen Les Enfantines, escrito en la cuna de la niña. Según Sainte-Beuve, Anaïs Ségalas "es la poetisa de las madres, de los niños y de la familia". Sus poemas se reeditan muchas veces y sirven como modelos de conducta católica y moralizadora.

### Una mujer comprometida
Como muchas intelectuales de su generación, Anaïs Ségalas se involucró en los movimientos feministas y usó su pluma para describir la condición de la mujer en el siglo XIX. Católica devota, alababa las llamadas cualidades femeninas, a veces con cierto misticismo, y animaba a las mujeres a utilizar su papel de madre y esposa para edificar y mejorar la sociedad. Según ella, la literatura debía tener un objetivo moral y didáctico para denunciar todas las formas de opresión e injusticia.
En 1847, trabaja en la redacción de La Femme cuando se producen las primeras manifestaciones revolucionarias. Anaïs Ségalas se implica enormemente en los movimientos sociales de 1848, colaborando en el Journal des femmes fundado por Fanny Richaume, un periódico cristiano moderado que reclamaba los derechos civiles y la educación para las mujeres. A finales de febrero de 1848 , Anaïs Ségalas asiste a las reuniones de la Société de la voix des femmes, un club organizado por Eugénie Niboyet, con la que había colaborado en La Gazette des femmes que había fundado en 1836. La redacción, de la que formaba parte Anaïs Ségalas, comenzó a dedicar un espacio a las "cartas de las lectoras" en las columnas de la Gazette, las cuales tuvieron un éxito inesperado, invadiendo la publicación de propuestas "revolucionarias", o al menos reformadoras y radicales, como la concesión de derechos civiles y sociales iguales a los de los hombres, el restablecimiento del divorcio, una remuneración más justa del trabajo, etc. Anais Ségalas también estuvo implicada en otros grupos cuyo objetivo era organizar centros educativos y de empleo cooperativo para mujeres.

### La dramaturga
Con la elección de Napoleón III Bonaparte, la burguesía y la religión retoman su lugar, y lo mismo hace Anaïs Ségalas con su pluma, comenzando su carrera de dramaturga. En 1847, su primera obra de teatro La Loge de l'Ópera, drama en 3 actos, es representada en el Odéon. Ella representa el 8 de septiembre de 1849, de nuevo en el Teatro Odéon, una comedia titulada El Trembleur, y, el 18 de noviembre de 1850 en el Teatro de la Porte-Saint-Martin, Les Deux Amoureux de la grand-mère, luego, otra vez en el Odéon, el 7 de mayo de 1852, Les Absents ont raison, obra de teatro que, esta vez, tiene cierto éxito.
Para Le Journal pour rire del 22 de mayo: «Madame Ségalas acaba de representar una comedia bonita en el Odéon. Une a una escasa sutileza de observación toda la gracia del espíritu femenino y su estilo lleno de sencillez y de buen gusto no carece de una cierta elegancia. El título lo anuncia todo: dos jóvenes esposos no pueden sufrirse; desde que están juntos, hablan sin parar de separación eterna, pero cuando los acontecimientos los alejan un tiempo al uno del otro, ellos se lamentan, se aburren, se arrepienten y finalmente se reencuentran con alegría». Para El Tintamarre del 16 de mayo: «Madame Ségalas, a la cual conocemos por sus maravillosos poemas, ha hecho tregua de su musa habitual para darnos una agradable comedia en prosa. Madame Anaïs Ségalas sigue siendo poeta y demuestra un gran espíritu. Esta obra de teatro sigue reflejándolo». Un vodevil en un acto, Les Inconvenients de la sympathie, se creará en el Teatro de la Gaîté el 13 de febrero de 1854. Luego, a la edad de 81 años, representa en su salón, en mayo del 1892, la comedia en un acto y en verso, Deux passions, que tiene un éxito mundano y se representará otra vez en la Galería Vivienne el 26 de abril de 1892.

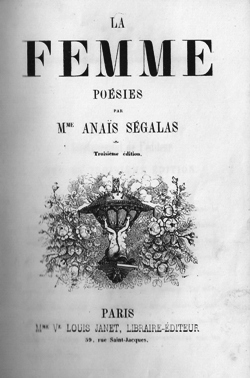

En 1855, la librería Louis Janet publica Les Contes du nouveau palais de cristal, una colección de sus artículos de género, cuentos y reseñas críticas de libros y obras de teatro. En la misma época, se publica Femmes, una colección de poemas farisaicos que tratan sobre la condición de mujeres de diversos orígenes, desde la mujer del mundo hasta la grisette pasando por la obrera. En 1864, Magnin publicó una colección de 36 poemas, Nos Bons Parisiens, que fue un gran éxito. En 1865, se publica la primera edición de Les Magiciennes, donde presenta otra vez diversos tipos de mujeres en un estudio de costumbres de la época.

### Reconocimiento republicano

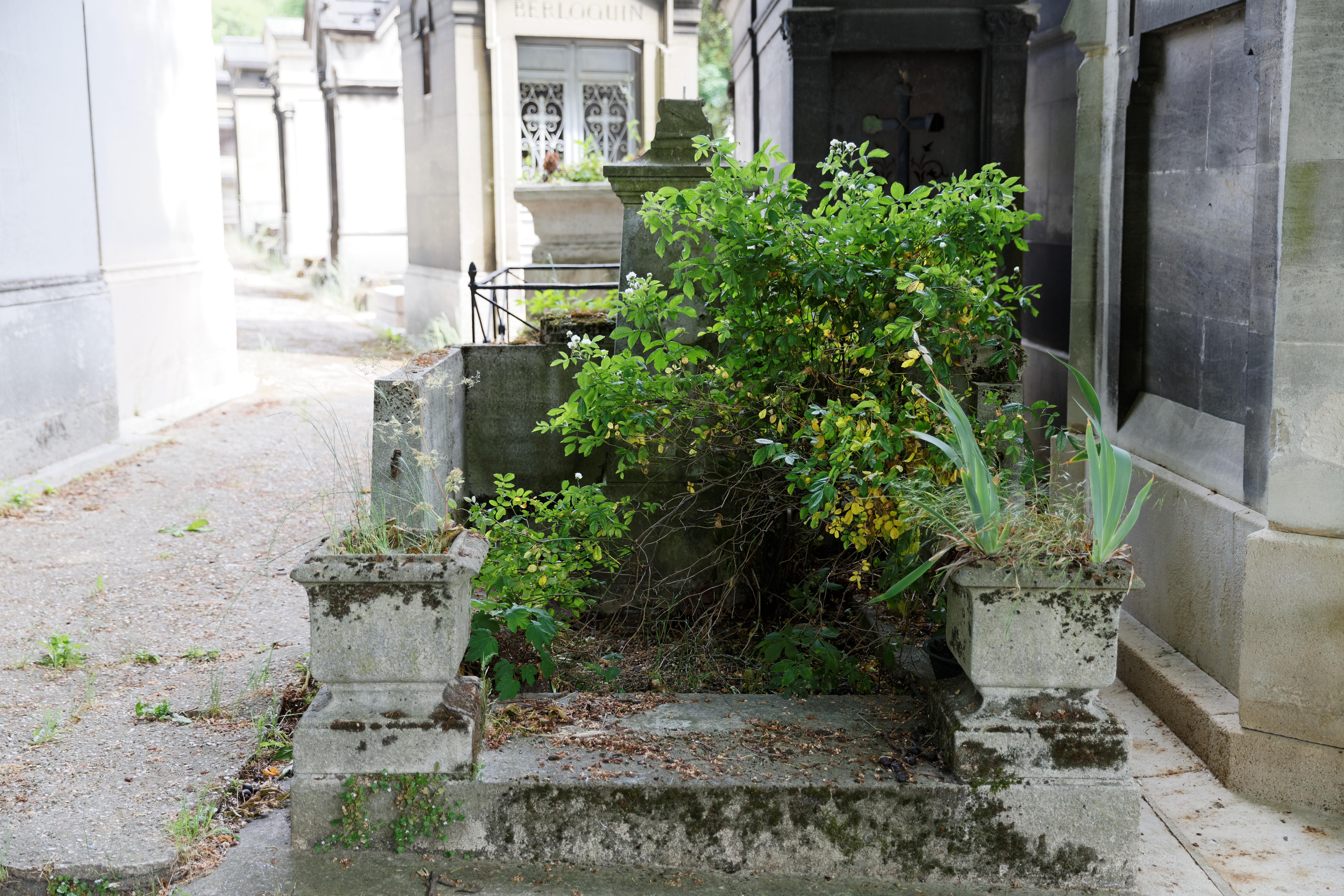
Tumba en el cementerio del Père-Lachaise.

El diario personal de su hija Bertile relata las dificultades que vivió su familia durante el período que va de julio de 1870 hasta junio de 1871, cuando vivía en París. Anaïs Ségalas estará varios años sin realizar producciones, hasta mayo del 1875, cuando las ediciones Dentu publican La Vie de feu, una novela social que puede considerarse como "negra", la de una prostituta y su compañero de desenfreno, finalmente arruinados, terminan suicidándose. Los críticos no entienden cómo la autora "podría haber cometido tal indiscreción". En mayo del 1878 , Dentu publica Les Mariages dangereux, cuatro cuentos que tratan sobre la búsqueda de la novia y la vida de una pareja, todos con el objetivo de moralizar las relaciones de los sexos, las cuales necesitan cónyuges coincidentes para hacer un buen matrimonio. Tras expresar este moralismo, Ségalas estará presente en los libros de texto escolares durante mucho tiempo. Ella recibe el 30 de julio de 1880 las palmas de un oficial de Instrucción Pública.
Mayo del 1885 fue en la historia de Anaïs Ségalas el mes de la publicación de una de sus obras maestras: Récits des Antilles, un texto en prose acompañado de un relato, "Le Bois de la Soufrière" y una elección de poemas. Esta publicación, reeditada varias veces, sirvió de testimonio a los profesores que desean dar a conocer textos sobre el colonialismo. La elección de los poemas muestra la ambigüedad de Anaïs Ségalas, a la vez ciudadana francesa e hija de criolla. Ve difícil la igualdad entre blancos y negros en el futuro.  
El 8 de enero de 1886, su marido, Jean Ségalas, muere. Ese mismo año, publica les Poésies pour tous con Alphonse Lemerre y Les Jeunes Gens à marier con Auguste Clavel, dos textos en la misma línea moralizante.
Le Musée des familles  del 15 de septiembre de 1889 publica un poema en el cual la autora da su opinión sobre los literatos de su tiempo, calificados como "naturalistas, libres pensadores, hacedores de moda que niegan a Dios", la fe y la modestia pretendían crear un gran revuelo para vender": "si no les gusta el ángel, les gusta la trompeta ".
Anaïs Ségalas murió en su casa, en el 41 de bulevar de las Capuchinas el 31 de agosto de 1893, la ceremonia fúnebre tuvo lugar en la iglesia de la Madeleine. Está enterrada en el cementerio Père-Lachaise (división 65). En la placa muestra una postal de la época coronada por una cruz rota, en la cual se colocó un medallón en relieve como el ejecutado en 1843 por los talleres de David d'Angers, el cual ahora está desaparecido.

## Posteridad
Su busto de mármol blanco ejecutado por Élisa Bloch se conserva en el Museo de Bellas Artes y Arqueología de Châlons-en-Champagne .
- Una rosa se creó en su memoria (« La rosa Anaïs Ségalas »).
- Una calle de Chéniers (Marne), donde ella vivió, lleva su nombre.
- A finales del siglo XIX, una placa conmemorativa se fijó en el 13 de calle de Crussol, en el Distrito XI de París.

En 1917, la Academia Francesa creó el Premio Anaïs Ségalas de Literatura y Filosofía, destinado a premiar el trabajo de una mujer talentosa.

## Obras

### Poesía
- Les Algeriennes, poesías, 1831 Texto en línea
- Los pájaros de paso, poesías, 1837 Texto en línea
- Enfantines, poésies à ma fille, 1844 Texto en línea
- Poesías, 1844 Texto en línea
- La Femme, poesías, 1847 Texto en línea
- Nos bons parisiens, poesías, 1864 Texto en línea
- Gente de letras, 1881 Texto en línea
- Vino espumoso de champán, 1884 Texto en línea
- Poésies pour tous, 1886 Texto en línea
- El cedro de la archidiócesis de Tours, 1888 Texto en línea

### Teatro
- La Loge de l'Opéra, drama en tres actos, en prosa, París, Segundo Teatro Francés (Odéon),7 de abril de 1847. París, Michel Lévy, 1847, Leer en línea en Gallica .
- Le Trembleur, comedia en dos actos, poema intercalado, París, Teatro del Odéon, 8 de septiembre de 1849. París, Marchand, 1849, leer en línea en Gallica .
- Les Deux Amoureux de la grand’mère, comedia-vodevil en un acto, París, teatro Porte Saint-Martin, 18 de noviembre de 1850. París, Librero teatral, 1850, leer en línea en Gallica
- Les Absents ont raison, comedia en dos actos y en prosa, París, Segundo Teatro Francés (Odéon), 7 de mayo de 1852. Paris, Librero teatral, 1852, leer en línea en Gallica .
- Los inconvenientes de la sympathie, vodevil en un acto, París, Teatro de la Gaîté, 13 de febrero de 1854. Paris, Merchant, 1854, leer en línea en Gallica .
- Deux passions, comedia en un acto y en versos, París, Galería Vivienne, 26 de abril de 1892. Châlons-sur-Marne, Martin frères, 1893, leer en línea en Gallica .

### Otros escritos
- Contes du nouveau palais de cristal, 1855 Texto en línea
- Les mystères de la maison, 1865 Texto en línea
- La semaine de la marquise, 1865 Texto en línea
- La dette du cœur, poemas de Auguste Ribière, prólogo de la carta firmada por Anaïs Ségalas, 1869
- La vie de feu, 1875
- Les mariages dangereux, 1878
- Les rieurs de Paris, 1880 Texto en línea
- Les romans du wagon. Le duel des femmes. Le bois de la Soufrière. Un roman de famille. Le Figuran, 1884
- Le livre des vacances. L'oncle d'Amérique et le neveu de France. Zozo, Polyte et Marmichet. Une rencontre sur la neige, 1885 Texto en línea
- Récits des Antilles. Le Bois de la Soufrière, 1885 Texto en línea
- Les deux fils, 1886
- Le compagnon invisible, 1888

### Ediciones recientes
- Récits des Antilles: le bois de La Soufrière; suivis d'un choix de poèmes, presentación de Adrianna M. Paliyenko, l'Harmattan, 2004 - reproduce el texto completo de la segunda edición: París, Ch. Delagrave, 1886.

## Fuente
- Louis Adrien Huart, Charles Philipon, Galerie de la presse, de la littérature et des beaux-arts, París, Aubert, vol. 1 de 1841.

- Datos: Q2845712
- Multimedia: Anaïs Ségalas / Q2845712